# Just Around the Corner (film 1921)
Just Around the Corner è un film muto del 1921 diretto da Frances Marion.
La sceneggiatura si basa su Just Around the Corner, un racconto di Fannie Hurst pubblicato nel 1914.
È il secondo film sia per l'attore Fred Thompson, marito di Frances Marion, che per la regista. La Marion girò solo tre film come regista e svolse tutto il resto della sua attività scrivendo sceneggiature che la consacrarono come una delle più importanti sceneggiatrici di Hollywood.

## Trama
A New York, Mamma Birdsong, suo figlio Jimmie e la figlia Essie vivono insieme nell'East Side. Jimmie lavora come fattorino mentre Essie - sedotta dalla vita notturna della grande città - trova lavoro come mascherina in un piccolo teatro dove si innamora di Joe Ullman, un piccolo malvivente. Mamma Birdson non gode di buona salute e vorrebbe conoscere il fidanzato della figlia ma Joe non ha nessuna intenzione di incontrarla. Quando la madre viene colpita da un infarto, esprime come ultimo desiderio quello di vedere l'uomo che sposerà sua figlia: Essie corre a cercare Joe e lo trova in una sala da biliardo, mentre sta giocando. Senza scomporsi, Joe rifiuta ancora una volta di accompagnare la ragazza dalla madre. Lei, disperata, racconta la sua storia a un estraneo incontrato per caso, che la conforta: si presenterà lui come suo fidanzato, fingendo di essere Joe. La madre muore felice al pensiero che la figlia sposerà "un vero uomo". Essie e l'uomo, che si sono conosciuti in questo modo strano, si innamorano, finendo per sposarsi per davvero.

## Produzione
Il film fu prodotto dalla Cosmopolitan Productions di William Randolph Hearst e venne girato a New York.

## Distribuzione
Il copyright del film, richiesto dalla Cosmopolitan Productions, fu registrato l'11 dicembre 1921 con il numero LP17354. Nello stesso giorno, la pellicola uscì nelle sale cinematografiche USA, distribuita dalla Paramount Pictures.
Il film viene citato nel documentario The Silent Feminists: America's First Women Directors del 1993. Una copia incompleta della pellicola è conservata negli archivi della Library of Congress.